# Gnamien Konan
Pour les articles homonymes, voir Konan.
Gnamien Konan, né le 9 décembre 1953 à Toumodi en Côte d'Ivoire, est un homme politique ivoirien, plusieurs fois ministre de 2012 à 2016.
Il a d'abord été directeur général des Douanes de 2001 à 2008, où il a réussi à faire passer les recettes douanières de 486 milliards en 2000 à 779 milliards en 2007.

## Biographie
En 1975, Gnamien Konan obtient un baccalauréat série D avec mention bien au lycée classique d'Abidjan. Il s'inscrit par la suite à l'université d'Abidjan, actuelle université Félix-Houphouët-Boigny, où il obtient une maîtrise en sciences économiques en 1980.
Il quitte la Côte d'Ivoire pour la France, où il obtient à Paris un diplôme d'ingénieur concepteur en informatique de gestion.
De retour en Côte d'Ivoire, il occupe de nombreuses fonctions en tant que chef du Bureau des études des Douanes. Il est par la suite nommé sous-directeur informatique des Douanes. À ce poste, il est entre autres conseiller technique du directeur général des Douanes et président du comité directeur informatique. Après avoir obtenu un diplôme d'inspecteur des Douanes avec mention bien à l'école supérieure des douanes de Bruxelles, il est nommé directeur informatique des Douanes.
C'est à la Douane en tant que coprésident du comité des actions de lutte contre la fraude à la douane et aux impôts qu'il adopte la culture de la transparence, qu'il va plus tard appliquer à la fonction publique où il sera ministre. Il occupe le poste de directeur général des Douanes de 2001 à 2008.
En mars 2008, Gnamien Konan présente sa candidature à l'élection présidentielle de 2010. Trois mois plus tard, il crée le Mouvement ivoirien pour le renouveau et l'espérance.
Il est ministre de la Fonction publique et de la Réforme administrative dans les gouvernements successifs de Guillaume Soro, Jeannot Kouadio-Ahoussou et Daniel Kablan Duncan d'avril 2011 à mars 2014 sous la présidence d'Alassane Ouattara.
En 2013, après qu'il a été légalisé en France, Gnamien Konan compare le mariage homosexuel à « la fin du monde ».
Il se présente à l'élection présidentielle de 2015 mais ne figure pas parmi les candidats retenus.